# 帕特里克·丰克
帕特里克·丰克（德語：Patrick Funk；1990年2月11日—）是一位德國足球運動員，在場上的位置是防守型中場。他現在效力於德國足球丙級聯賽球隊韋恩威斯巴登足球俱樂部。他也是德國U21國家隊的一員。